# Рокамориче
Рокамориче (итал. Roccamorice) је насеље у Италији у округу Пескара, региону Абруцо.
Према процени из 2011. у насељу је живело 388 становника. Насеље се налази на надморској висини од 540 м.

## Становништво
Према резултатима пописа становништва 2011. у општини је живело 989 становника.
| 1931. | 1936. | 1951. | 1961. | 1971. | 1981. | 1991. | 2001. | 2011. |
| ----- | ----- | ----- | ----- | ----- | ----- | ----- | ----- | ----- |
| 2.356 | 2.554 | 3.080 | 2.142 | 1.248 | 1.155 | 1.046 | 1.002 | 989   |